# Baudouin II de Gand
 (avril 2012).
Si vous disposez d'ouvrages ou d'articles de référence ou si vous connaissez des sites web de qualité traitant du thème abordé ici, merci de compléter l'article en donnant les références utiles à sa vérifiabilité et en les liant à la section « Notes et références ».
Baudouin II de Gand ou Baudouin d'Alost, dit le Gros ou le Grand, en raison de son physique, mort le 13 juin 1097, lors du siège de Nicée, seigneur de Tronchiennes, d'Alost, chevalier de Gand[réf. nécessaire], seigneur de Tourcoing, est un croisé flamand.

## Biographie

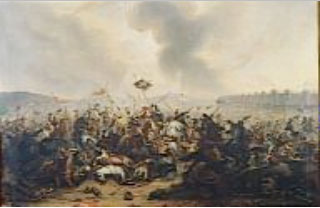
Siège de Nicée.

Il est le fils de Baudouin Ier  de Gand († 1082), seigneur d'Alost, et d'Oda ou Ode, de parenté inconnue.
Il succède à son père dans la seigneurie d'Alost en 1081 ou 1082.
Il accompagne le comte de Flandre Robert le Frison qui effectue un pèlerinage en terre sainte, sans doute vers 1085, avec Bouchard sire de Comines, Gérard châtelain de Lille, Gautier châtelain de Courtrai.
Au retour, il souscrit aux lettres par lesquelles Henri comte et avoué du pays de Brabant dote de ses biens le monastère d'Affleghem (abbaye d'Afflighem) près d'Alost. Il assiste également à la vente faite par Lotbert, abbé d'Hasnon, des terrains détenus à Alost, Rasseghem, Lede, à Gislebert son frère et il en signe l'acte avec plusieurs autres seigneurs. Dans cet acte passé en 1088, il se dit Baudouin, fils de Baudouin de Gand.
Il est fait prisonnier par Amelric ou Amaury, seigneur de Ninove, connétable de Flandre, à qui il faisait la guerre.
En 1096, il assiste avec différents seigneurs dont Engelbert de Cisoin (Cysoing), Roger châtelain de Lille, à une dotation faite par le comte Robert II de Flandre à la collégiale Saint-Pierre de Lille avec le consentement de sa femme Clémence et de ses deux fils Baudouin et Guillaume
En 1096, Baudouin participe à la première croisade, avec son frère Gislebert. Au mois de mai 1097, l'armée des croisés assiège la ville de Nicée. C’est durant ce siège que Baudouin de Gand est tué. Il serait mort le 13 juin 1097.

### Mariage et descendance
Baudouin épouse, selon les auteurs Mathilde ou Mahaut ou Reinewide, de parenté inconnue. Le comte de Flandre, Robert de Jérusalem, enlève à sa veuve Tronchiennes et le pays de Waes. Mathilde fait une donation à Saint-Pierre de Gand pour l’âme de son mari, décédé de ses blessures à Nicée. Ils ont pour descendance connue :
- Baudouin III de Gand († 1127), dit le Barbu ou le Lousche, est seigneur d'Alost, du pays de Waes, et de Tourcoing de 1098 à 1127[3],
- Ywan ou Yvain de Gand († 1145), dit le Chauve, comte d'Alost, et de Waes. Succède à son frère en 1127. Il épouse Laurette, fille de Thierry d'Alsace, comte de Flandre (1128-1168).
- Gislebert III de Gand a donné par lettres de 1142 à l'église Saint Nicolas de Furnes la dîme de l'église d'Houthem. Il se qualifie dans ces lettres de fils de Baudouin de Gand. Il peut être un enfant naturel[5].
- Siger de Gand est également dit fils de Baudouin dans des lettres de 1153. Il peut être un enfant naturel[5].
- Béatrix de Gand épousa Thierry de Bèvre (Béveren), châtelain de Dixmude. Un de leurs descendants également nommé Thierry, seigneur de Beveren revendiqua vers 1190 une partie de la terre d'Alost, contre Baudouin VI de Hainaut, comte de Flandre et comte de Hainaut. Pour la circonstance, il avait obtenu le soutien d'Henri Ier de Brabant duc de Brabant. Mais en août 1195 Baudouin et Henri firent la paix, ce qui priva Thierry de tout espoir de gagner[5].